# Darlaston
Darlaston è una località della contea delle West Midlands, in Inghilterra, già comune fino al 1966.